# Mikel Garciandía
Mikel María Garciandía Goñi (Echarri-Aranaz, 21 de marzo de 1964) es un profesor y sacerdote católico español, obispo de Palencia.

## Biografía
Nació el 21 de marzo de 1964, en el municipio navarro de Echarri-Aranaz en una familia de profundas convicciones religiosas. Hijo primogénito de Venancio Garciandía Urrestarazu y Julia Goñi Lazkano. Tiene tres hermanos, uno de ellos, Alfonso, también sacerdote ordenado en 1994.
Recibió su confirmación de manos del arzobispo José María Cirarda.
Cursó estudios en la Universidad de Navarra, donde obtuvo la licenciatura en Filosofía y Letras (División de Filosofía y Ciencias de la Educación – Sección: Filosofía), en 1987. Fue profesor en el Colegio «Torreanaz» en Anaz-Solares (1987-1991).
En 1991, ingresó al Seminario Conciliar de Pamplona, donde realizó los estudios eclesiásticos.
Tras realizar estudios en la Pontificia Universidad Gregoriana, obtuvo la licenciatura en Teología fundamental (1998), y el doctorado en Teología (2003), con la tesis doctoral: Respuestas eclesiales a la crisis de increencia en el País Vasco y Navarra en las últimas décadas: comentario a las cartas pastorales conjuntas de los obispos.

### Sacerdocio
Fue ordenado diácono a manos del arzobispo Fernando Sebastián Aguilar. Su ordenación sacerdotal fue el 25 de junio de 1995, en Pamplona, a manos del mismo arzobispo; incardinándose en la archidiócesis de Pamplona y Tudela.
Como sacerdote desempeñó los siguientes ministerios:
- Profesor de la Universidad Pública de Navarra (1995-1996).
- Profesor (1998-2023) y director (2022-2023) del Instituto Superior de Ciencias Religiosas «San Francisco Javier» de Pamplona.[5]
- Profesor en el Centro Superior de Estudios Teológicos «San Miguel Arcángel» de Pamplona (1999-2023).
- Responsable de la Pastoral Vocacional diocesana.
- Responsable de la Pastoral de euskera.
- Delegado para el diaconado permanente.
- Formador del Seminario Conciliar de Pamplona.
- Director de la «Casa de Espiritualidad de Santa María» de Zamarce (2005-2023).[5][8]
- Profesor en la Facultad de Teología de la Universidad de Deusto, para la obtención de la DECA (2007).

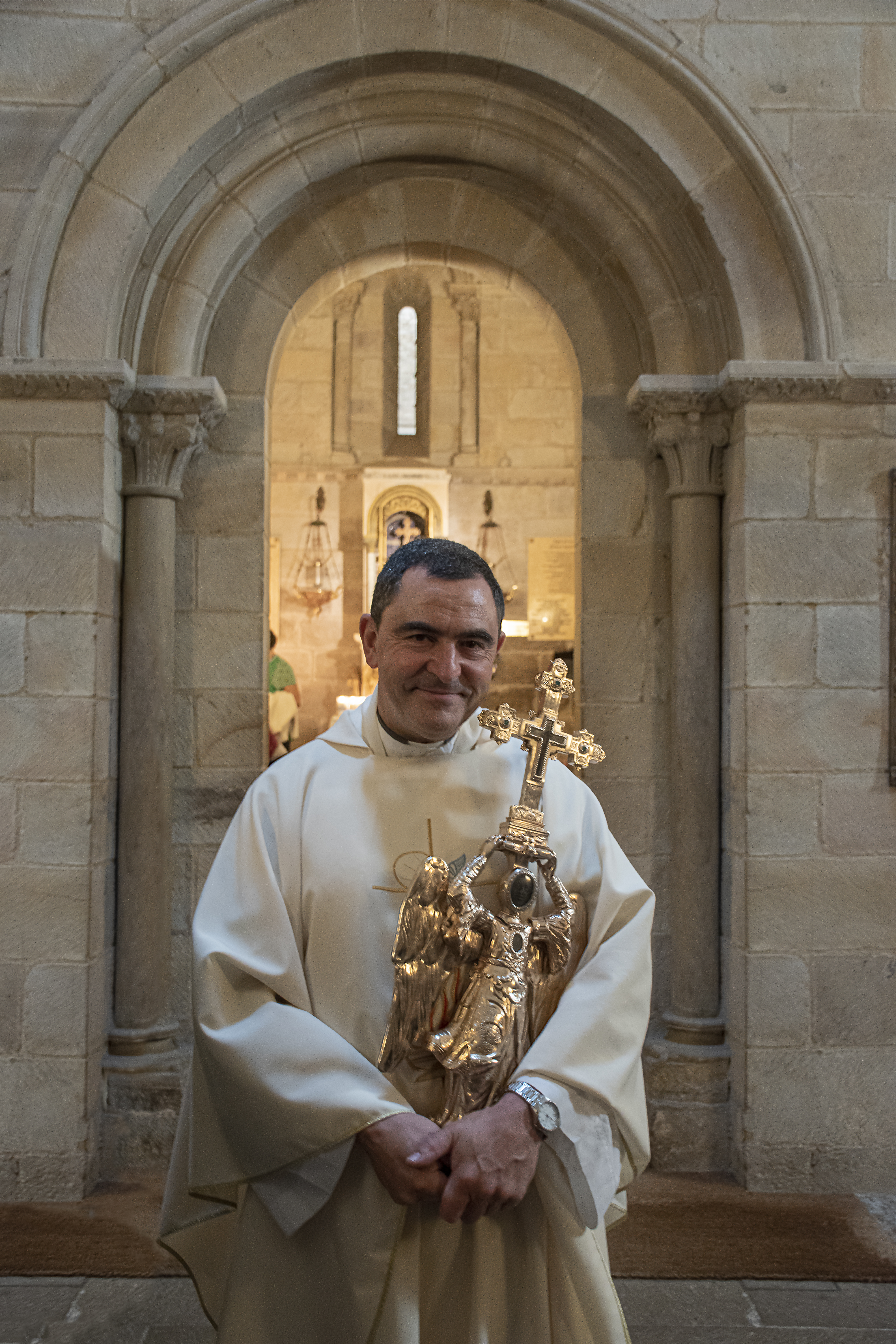
Garciandía con la imagen de san Miguel, que porta un Lignum crucis (2019).

- Capellán ministro del Santuario de San Miguel de Aralar (2009-2023).[6]
- Profesor en la Escuela Diocesana de Teología Pastoral (2010-2023).[9]
- Vicario episcopal de Mendialde (2010-2023).[10][11]
- Párroco in solidum en la zona de la Unidad de Atención Pastoral (UAP) Aralar (2019-2023).[9]
- Coordinador de los Santuarios de San Miguel en España, Francia e Italia, en un proyecto europeo con la meta inmediata del Jubileo del 2025.

También, es autor de varias publicaciones y documentos, ha intervenido como ponente en diferentes congresos celebrados en España y en varios países europeos; y es colaborador de la revista diocesana La Verdad.

### Supuesta elección como obispo
El 20 de octubre de 2022, medios de comunicación dieron a conocer que había sido elegido por el papa Francisco, como obispo de San Sebastián. Esto fue desmentido, ya que el Boletín de la Santa Sede, no dio a conocer ser su nombre en los nombramientos de ese día y posteriores, en cambio, el 31 de ese mismo mes, se hizo público el nombramiento del claretiano Fernando Prado Ayuso para la sede donostiarra.
Su nombre ya configuraba en 2012, en una terna de candidatos para ser obispo auxiliar de Pamplona y Tudela, sin embargo se eligió a Juan Antonio Aznárez. Así mismo, para la elección del obispo de Vitoria, en la cual fue designado Juan Carlos Elizalde.

### Obispo
El 31 de octubre de 2023, el papa Francisco lo nombró obispo de Palencia. Fue consagrado el 20 de enero de 2024, en la catedral de Palencia, a manos del arzobispo Bernardito Auza. Tomó posesión canónica el mismo día de su ordenación.
En la Conferencia Episcopal Española es, desde marzo de 2024, miembro de la Comisión Episcopal para la Evangelización, Catequesis y Catecumenado, siendo en ella responsable del Área de santuarios, peregrinaciones y hermandades y cofradías.